# Placogorgia polybrachis
Placogorgia polybrachis är en korallart som beskrevs av Kükenthal 1919. Placogorgia polybrachis ingår i släktet Placogorgia och familjen Plexauridae. Inga underarter finns listade i Catalogue of Life.